# 3-甲基-2-苯并噻唑酮腙
3-甲基-2-苯并噻唑酮腙（MBTH）是一种有机化合物，化学式为C8H9N3S。它可由3-甲基-2-苯并噻唑硫酮和联氨在乙醇中反应制得。它和氯化亚砜、三乙胺反应，可以得到N-亚磺酰基-3-甲基-2-苯并噻唑酮腙。它可用于醛类物质的检测。

MBTH检测醛的原理，反应(1) 和甲醛反应；(2) 和酸反应；(3) 在Fe^{3+}存在下偶合，产生深蓝色。